# Siphona wittei
Siphona wittei là một loài ruồi trong họ Tachinidae.